# بن فرکلاف
بن فرکلاف (انگلیسی: Ben Fairclough؛ زادهٔ ۱۸ آوریل ۱۹۸۹) بازیکن فوتبال اهل بریتانیا است.
از باشگاه‌هایی که در آن بازی کرده‌است می‌توان به باشگاه فوتبال ناتینگهام فارست، باشگاه فوتبال روستر، باشگاه فوتبال لینکولن یونایتد، باشگاه فوتبال نوتس کانتی، باشگاه فوتبال بوستون یونایتد، و باشگاه فوتبال ایستوود اشاره کرد.